# 陳長壽 (1905年)
陳長壽（1905年8月30日—1977年），臺灣政治人物，桃園人。曾任臺灣省議員、第五屆桃園縣縣長。

## 生平
明治三十八年（1905年）8月30日出生於桃園廳桃園區（今桃園市桃園區）。為陳阿屘之長子。公學校畢業後，考入臺中州立第一中學（今中一中）。大正十三年（1924年）畢業後。前往日本內地，考入東京工業大學，昭和四年（1929年）畢業。
返臺後，陳長壽出任陳合發商行經理，昭和十七年（1942年），陳長壽一度棄商從政，出任臺灣食糧營參事，調配食糧。
戰後，陳長壽出任新竹州接管委員會工商課長、新竹市工務課長。:141
1951年，陳長壽出任臺灣臨時省議會第一屆省議員。1954年，任第二屆省議員。任內推展龜山工業區之設立。
1964年第五屆桃園縣長選舉時，陳長壽在派系輪流下，獲國民黨提名參選桃園縣長。然而遭到客家區的黨外女將黃玉嬌挑戰。黃玉嬌以民社黨員身分，在當時頗能打動選民心理。最後在南區地方派系在緊要關頭支持陳長壽下，陳長壽才當選縣長。
然而由於陳長壽吃過客家籍黃玉嬌的虧，因此對客家人存了極大的偏見，使地方派系強烈的表面化。引起南區對抗北區的派系之爭長達五、六年之久。:289陳長壽上任之後，「固執己見」，明顯排斥客家人士。縣府內部人事遂成為兩派閩南與客家的暗鬥，他對客家籍主管運用調職手段達成排除異己的目的。:290
在桃園縣衛生局問題上，陳長壽引起南區議員重彈縣政府遷至中壢鎮的老調，把北派議員急得團團轉。最後在得罪南派、又不獲北派同情下，狼狽退出政壇。:290
1968年第六屆桃園縣長選舉國民黨內初選登記時，陳長壽也登記縣長。據許新枝回憶，國民黨原先想讓現任縣長連任。因為陳長壽又是大企業家，無論財力、人脈、地方關係都占優勢。最終考慮他的健康問題，最後才提名許新枝。:291
陳長壽退出政壇後，經商也被視為一意孤行。最後身心均受創，:2901977年因病辭世。

## 家族
- 陳長壽出身桃園望族，三伯陳慶輝創辦陳合發商行，由日本三井、三菱、日清製粉等大會社進口肥料、麵粉。堂兄陳希達在日治時期曾任桃園街協議會員。[1]:141

- 陳長壽配偶陳楊罔市。長子陳文東，娶妻林麗華；次子陳文川，娶妻麗雲。長女陳彩霞，嫁給黃心仲，次女陳彩蓮嫁給國泰集團的蔡萬德。[4]:72